# Babudri
Babudri su naselje u Republici Hrvatskoj u sastavu Općine Višnjan, Istarska županija. 

## Stanovništvo
Prema popisu stanovništva iz 2011. godine naselje je imalo 8 stanovnika.
| broj stanovnika | 8     | 5     |
|                 | 2011. | 2021. |